# Museu Arqueológico de Olímpia
Museu Arqueológico de Olímpia é um museu localizado na Grécia e um dos mais importantes do país, preservando a história do mais célebre santuário grego da Antiguidade, onde ficava o esplêndido Templo de Zeus, contendo uma monumental estátua do deus criada por Fídias, a qual era uma das sete maravilhas do mundo antigo.
O museu expõe em suas salas os achados arqueológicos da área do santuário que datam desde a Pré-história até o início da era cristã. Dentre suas preciosidades está a coleção de bronzes, que formam a maior coleção do mundo em seu gênero, e as peças em terracota, também com grande número de peças valiosas.

## História
O primeiro museu da cidade era um prédio neoclássico construído em 1885 às expensas do mecenas Andreas Syngros em uma colina a oeste do antigo santuário. Com o tempo o edifício sofreu com os freqüentes terremotos na região e com a falta de espaço para acolher a crescente quantidade de peças que iam sendo desenterradas em sucessivas escavações.
Assim foi decidida a construção de um prédio mais adequado, o atual Museu Arqueológico de Olímpia, também conhecido como Museu Novo. Foi projetado pelo arquiteto Patroklos Karantinos e erguido entre 1966 e 1975. O acervo foi sendo gradualmente transferido para a nova locação, que foi inaugurada em 1982, embora a coleção só terminasse de ser organizada em 1994 com a instalação da Nice de Peônio.
Por ocasião dos Jogos Olímpicos de 2004, a museografia foi reformulada e alguns espaços ocupados pelos escritórios do VIII Eforado de Antiguidades foram desocupados, reformados e transformados em salas de exposição. Foi criada uma nova galeria para o material do Atelier de Fídias, e equipamentos anti-sismo foram instalados para proteção das peças mais importantes, como o Hermes de Praxiteles. O sistema de iluminação e condicionamento de ar também foram modernizados.

## Espaços e obras
O acervo é exposto de forma a apresentar a evolução do grande santuário pan-helênico da cidade desde a Idade do Bronze até o século VII. A decoração esculpida do grande Templo de Zeus, o mais importante grupo de peças do estilo severo, o Hermes de Praxíteles e a Nice de Peônio são as grandes atrações, junto com a coleção de bronzes e terracotas. Além de obras originais o museu mostra ao visitante reconstruções dos antigos edifícios, fotografias, mapas e uma série de materiais informativos acessórios.
- Pré-História (Galeria I)

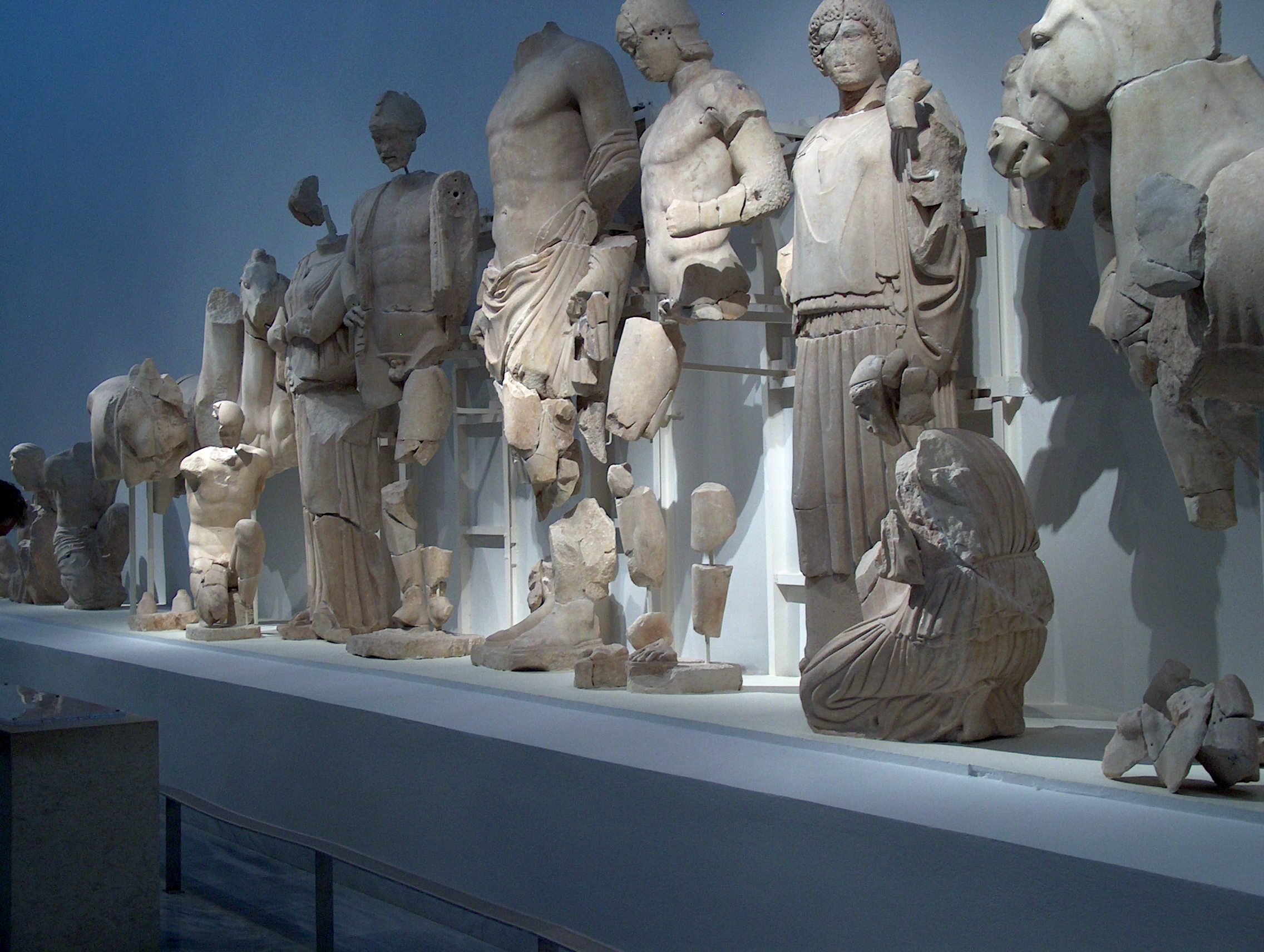
Parte da decoração do frontão do Templo de Zeus, obra máxima do estilo severo

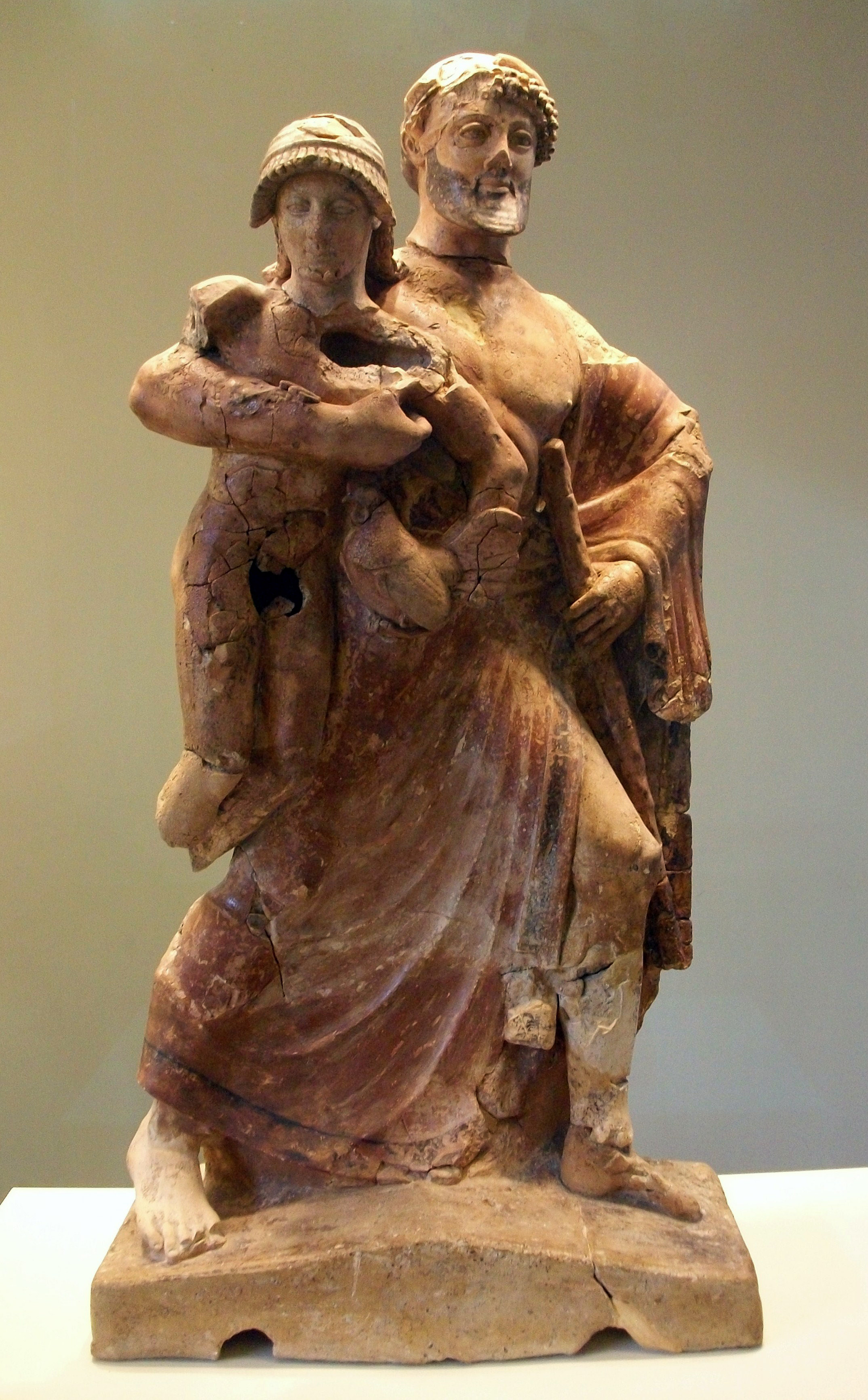
Zeus e Ganimedes

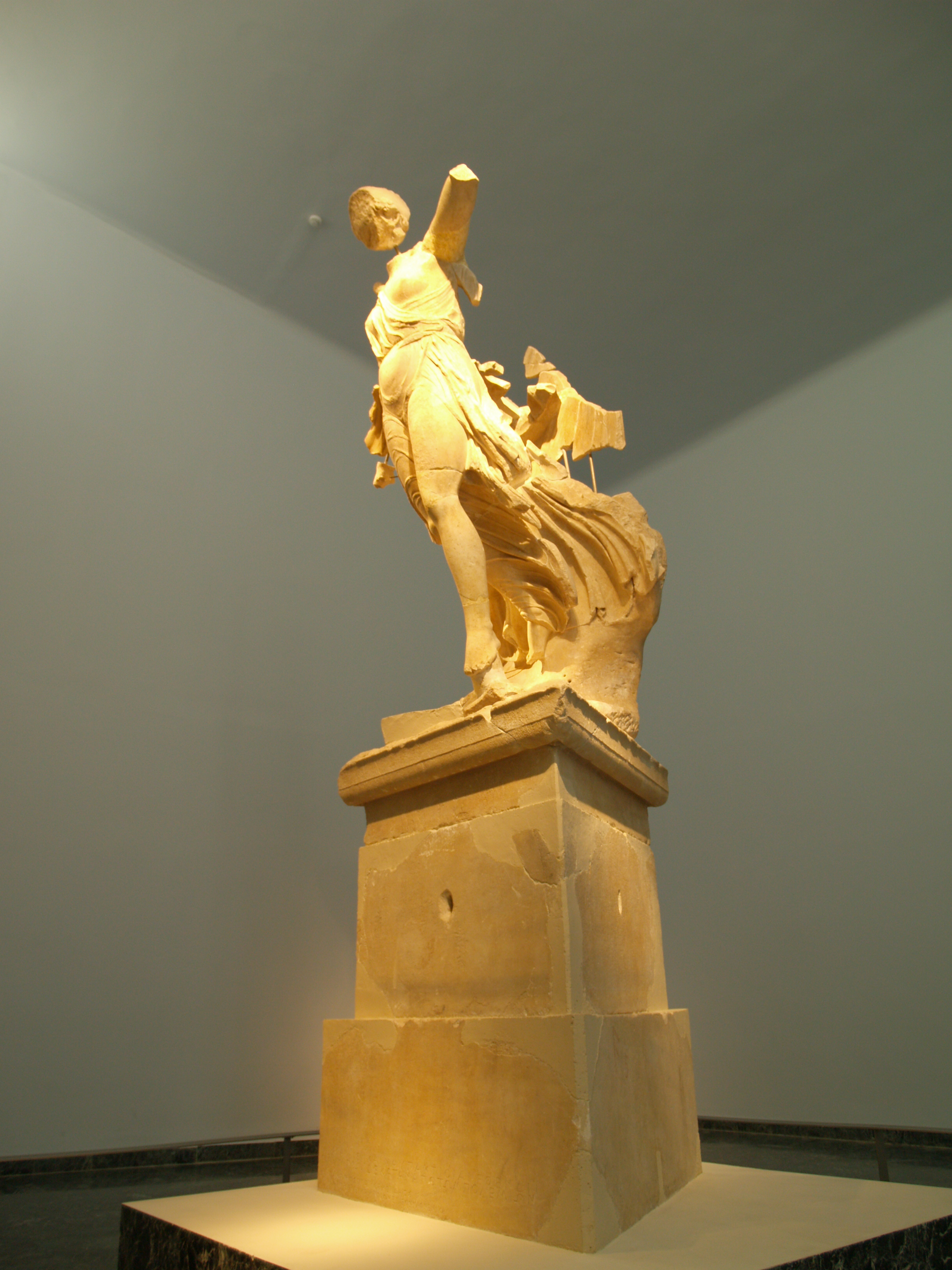
A Nice de Peônio

Aqui são expostos vasos e ferramentas de pedra do período Heládico (2700-2000 a.C.) e achados do túmulo de Pélops, além de peças em terracota, bronze e pedra do período Micênico (1600-1100 a.C.).
- Períodos Geométrico e Arcaico (Galeria II)

Nesta sala são mostrados itens da grande coleção de oferendas em bronze dedicadas a Zeus e diversas outras peças em metal, como estatuetas de homens e animais, caldeirões, trípodes e placas, além de armas, elmos, couraças e objetos ornamentais. Também neste ambiente é mostrado os acrotéria do Templo de Hera e uma grande cabeça arcaica da deusa.
- Período Arcaico tardio e escultura decorativa arquitetônica (Galeria III)

Cerâmicas, jóias em bronze e vasos, e diversas esculturas importantes com decoração pintada, procedente de vários monumentos, como o pedimento do Tesouro de Megara e a cornija do Tesouro de Gela.
- Período Severo (Galeria IV)

Um espaço com diversos exemplares de grandes terracotas, destacando-se o grupo de Zeus e Ganimedes, junto com elmos de Miltíades e Hierão.
- Decoração do Templo de Zeus (Galeria V)

Na grande galeria central do museu estão à mostra as esculturas do frontão e das métopes do antigo Templo de Zeus, que constituem o epítome do estilo severo, uma obra do desconhecido Mestre de Olímpia e seus auxiliares.
- A Nice de Peônio (Galeria VI)

Espeço dedicado à exposição da célebre estátua da deusa Nice - Vitória - criada por Peônio, do período clássico, que foi reproduzida nas medalhas dos Jogos Olímpicos de 2004.
- Atelier de Fídias (Galeria VII)

Uma sala para exibição de material procedente do antigo atelier do grande escultor clássico, que ficava próximo ao santuário, com moldes, ferramentas, cerâmicas e a dita Taça de Fídias, além de outros itens.
- O Hermes de Praxiteles (Galeria VIII)

Organizada para destacar uma das mais importantes estátuas da Antiguidade, o Hermes criado por Praxiteles, talvez a melhor obra de escultura do fim do século IV a.C. que chegou aos dias de hoje.
- Períodos Clássico tardio e Helenístico (Galeria IX)

Com vasos, esculturas e elementos de arquitetura dos referidos períodos.
- Escultura Romana (Galerias X e XI)

Mostra uma grande coleção de escultura da era romana, com belos exemplares encontrados no Ninfeu de Herodes Ático em exposição num ambiente que reconstitui o edifício original.
- Os últimos dias do Santuário (Galeria XII)

Com objetos que ilustram o período do fim das atividades do santuário, entre os séculos VI e VII, quando o local foi abandonado, com itens em terracota, bronze e ferro.